# Cayetano Bonnín
Cayetano Bartolomé Bonnín Vásquez (* 30. Juni 1990 in Palma) ist ein dominikanisch-spanischer Fußballspieler. Seit 2018 spielt er für den Lleida Esportiu in der spanischen dritten Liga.

## Karriere

### Verein
Bonnín begann seine Karriere beim RCD Mallorca. 2009 spielte er erstmals für die Drittligamannschaft. Im Januar 2010 wechselte er zum Drittligisten Real Jaén. Im Sommer 2010 wechselte er zu Real Madrid, wo er jedoch nur für Real Madrid C spielte. 2011 wechselte er zum FC Valencia, wo er jedoch nur für die Drittligamannschaft spielte. 2013 wechselte er zum FC Villarreal, wo er zuerst für die dritte Mannschaft und dann für die Drittligamannschaft spielte. 2015 wechselte er zum Zweitligisten CA Osasuna. Sein Zweitligadebüt gab er am 2. Spieltag 2015/16 gegen den CD Mirandés.

### Nationalmannschaft
Bonnín entschied sich für die Dominikanische Republik zu spielen. Sein Debüt gab er im März 2013 im Testspiel gegen Haiti. Sein Pflichtspieldebüt gab er in der Karibikmeisterschaft 2014 gegen St. Vincent und den Grenadinen.